# Emiliano Téliz
Emiliano Téliz, vollständiger Name Emiliano Teliz Montero, (* 11. März 1992 in Montevideo) ist ein uruguayischer Fußballspieler.

## Verein
Der nach Angaben seines Vereins 1,80 Meter große Mittelfeldspieler Téliz, der sich in seiner Selbstvorstellung auf der Internetseite des Klubs als Stürmer einordnet, stammt aus der Jugend der Montevideo Wanderers. Er stand mindestens seit der Saison 2012/13 im Kader des Erstligisten Montevideo Wanderers. Für die Montevideaner bestritt er bis zum Abschluss dieser Spielzeit zwei Spiele in der Primera División. Einen Treffer erzielte er nicht. Nachdem er in der Saison 2013/14 zunächst keine weiteren Erstligaeinsätze für die Wanderers verbuchen konnte, wurde er im Februar 2014 an den Zweitligisten Huracán FC ausgeliehen. Dort absolvierte er fünf Ligaspiele (kein Tor). In der Saison 2014/15 stand er weiterhin im Kader der Huracáns und wurde bis zu seinem letzten Einsatz am 7. Dezember 2014 dreimal (kein Tor) eingesetzt. Im Mai 2015 führte ihn die uruguayische Profifußballspielergewerkschaft MUFP als vereinslosen Spieler. Anfang September 2015 schloss er sich dem Zweitligisten Canadian Soccer Club an, für den er in der Spielzeit 2015/16 fünf Zweitligaspiele (kein Tor) absolvierte.